# Kanzemer Altenberg

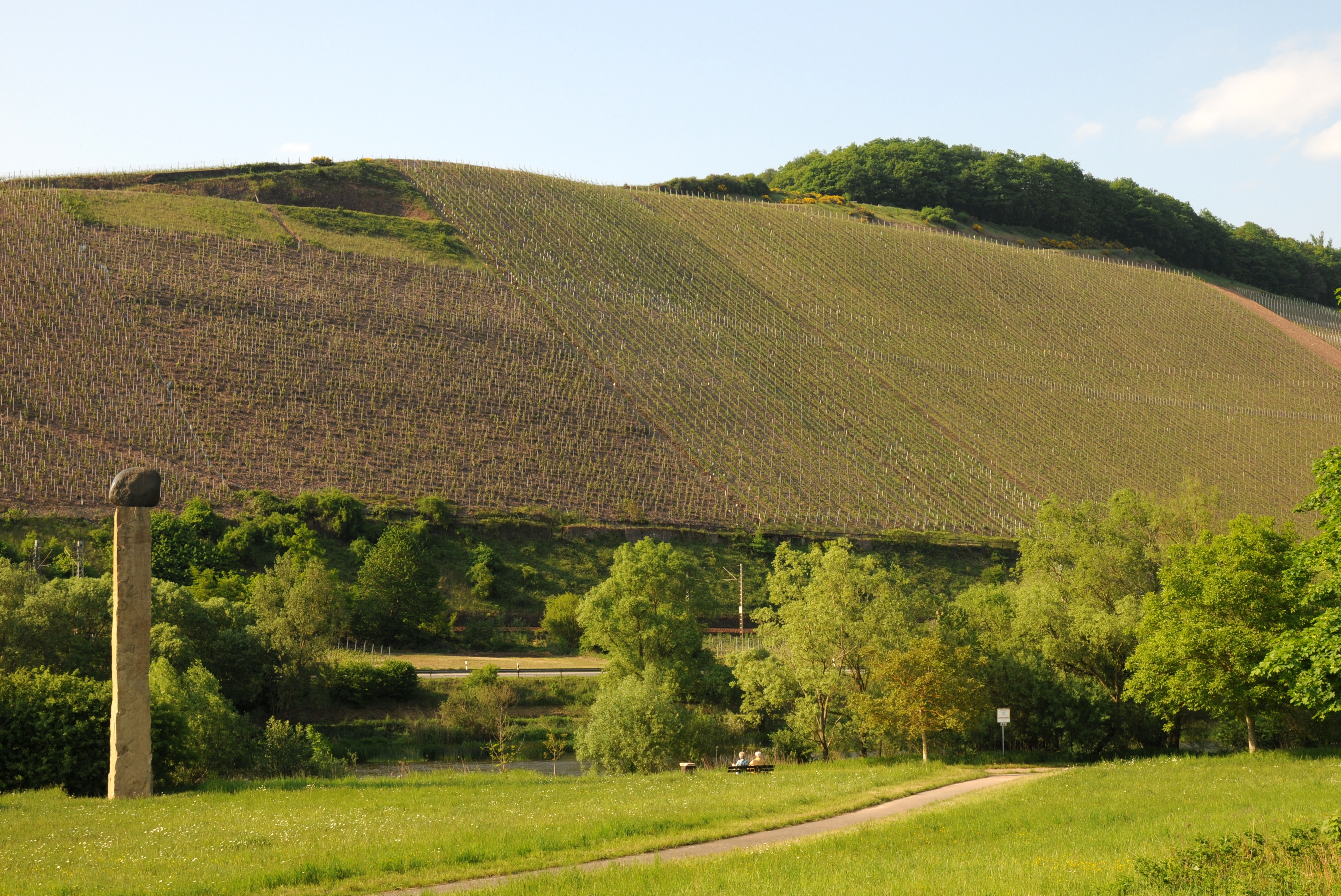
Der Kanzemer Altenberg, links die Skulptur "Tulpe aus Amsterdam" von Ton Kalle

Der Kanzemer Altenberg ist eine Weinlage der Ortsgemeinde Kanzem im Anbaugebiet Mosel, Bereich Saar.

## Geologie und Lage
Die 18,7 Hektar große Steillage liegt gegenüber dem Ort Kanzem am rechten Ufer der Saar in südsüdöstlicher Ausrichtung. Der Boden besteht aus Schiefer, im unteren Hangteil sind tonige, rötliche Bodenanteile, im oberen Hang lehmige zu verzeichnen. Die geographische Nähe zur Saar sorgt für Temperaturausgleich und Lichtverstärkung.
Die Lage ist ausschließlich mit Riesling bepflanzt. Der Kanzemer Altenberg ist eine Erste Lage des VDP und für Große Gewächse des Bernkasteler Rings zugelassen.

## Anteilseigner

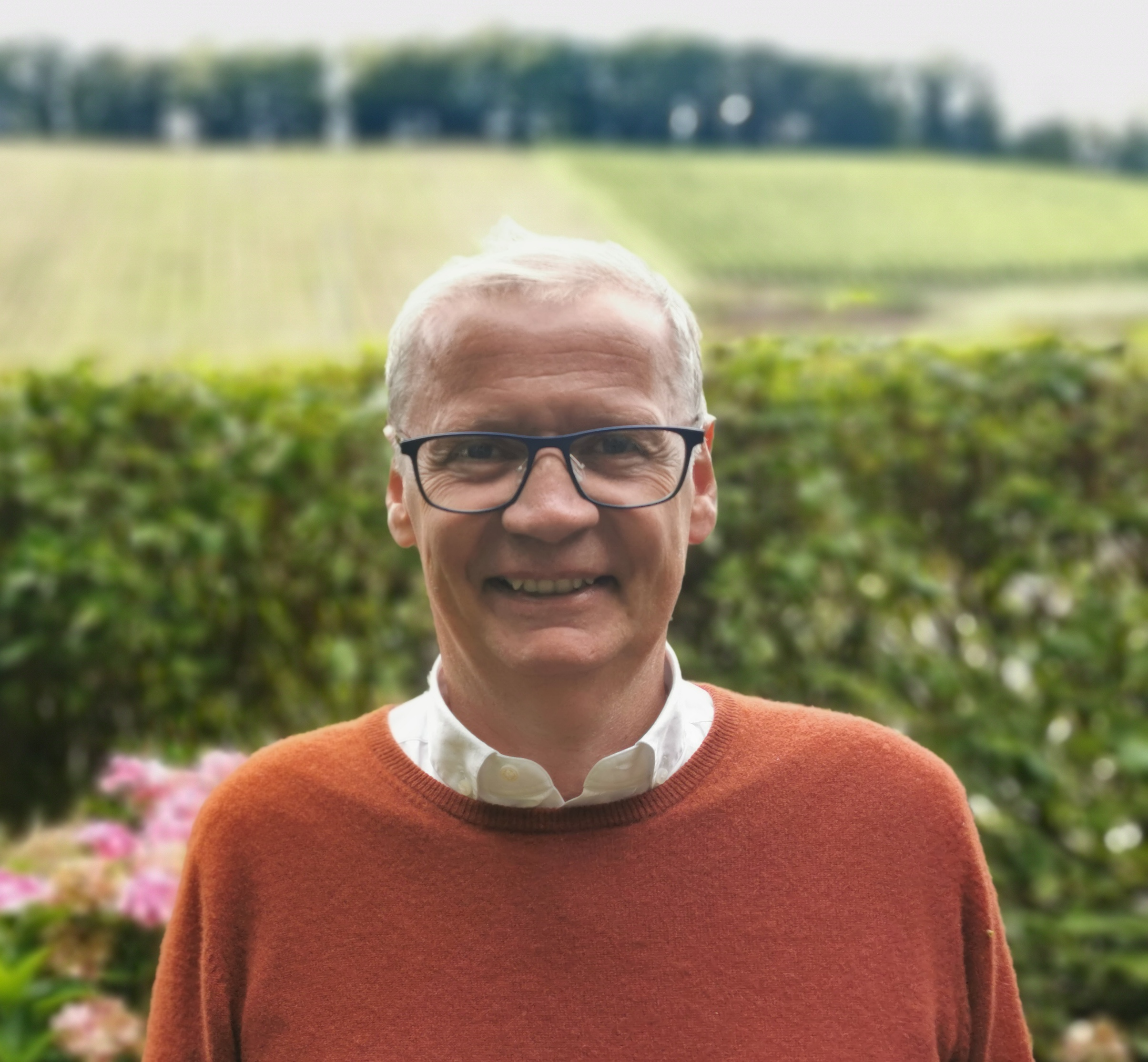
Günther Jauch (2023) vor dem Kanzemer Altenberg

Folgende Weingüter haben Besitz im Kanzemer Altenberg (Stand 2020)
- von Othegraven
- Weingut van Volxem
- Bischöfliche Weingüter (Trier)
- Johann Peter Reinert
- Johann Peter Mertes
- von Hövel
- Weingut Permesang, Filzen